# Dibrachionostylus
Dibrachionostylus es un género monotípico de plantas con flores de la familia de las rubiáceas. Incluye una sola especie: Dibrachionostylus kaessneri (S.Moore) Bremek. (1952). Es originaria de Kenia.

## Descripción
Es una planta herbácea que alcanza un tamaño de 15-40 cm de altura, con los tallos glabros. Las láminas foliares de 1.5-5.4 cm de largo, y 2-8 mm de ancho, agudas o romas, cuneadas en la base, glabras. La inflorescencia subglobosa, de 0.5-1.5 cm de diámetro, la corola, más o menos blanca, malva o lila; con tubo de 1,1-2 mm de largo. El fruto es una cápsula de 1,2-1,8 mm. mm de alto. Las semillas de color amarillo pálido, de color marrón.

## Taxonomía
Dibrachionostylus kaessneri fue descrita por (S.Moore) Bremek. y publicado en Verhandelingen der Koninklijke Nederlandsche Akademie van Wetenschappen. Afdeeling Natuurkunde; Tweede Sectie 48(2): 164, en el año 1952.
Sinonimia
- Oldenlandia kaessneri S.Moore basónimo[4]